# Joan Manuel Serrat
Joan Manuel Serrat Teresa (Barcelona; 27 de diciembre de 1943) es un cantante, compositor, actor, escritor, poeta y guitarrista retirado español, premiado con la Gran Cruz de la Orden Civil de Alfonso X el Sabio «por su brillante carrera y su contribución a la cultura y el arte españoles» y el Premio Princesa de Asturias de las Artes 2024, por un «trabajo (que), de honda raíz mediterránea, se aúna el arte de la poesía y la música al servicio de la tolerancia, los valores compartidos, la riqueza de la diversidad de lenguas y culturas, así como un necesario afán de libertad».
Su obra tiene influencias de otros poetas, como Mario Benedetti, Antonio Machado, Miguel Hernández, Rafael Alberti, Federico García Lorca, Pablo Neruda, Joan Salvat-Papasseit y León Felipe, entre otros, así como de diversos géneros, como el folclore catalán, la copla española, el tango, el bolero, el barroco y del cancionero popular de Latinoamérica, pues ha versionado canciones de Violeta Parra y de Víctor Jara. Es uno de los pioneros de lo que se dio en llamar la Nova Cançó catalana. Es conocido también con los sobrenombres de El noi del Poble-sec (‘el chico del Pueblo Seco’, su barrio natal) y el Nano. 
Ha sido reconocido con numerosos doctorados honoris causa por su contribución a la música y literatura españolas, además del Grammy Latino Persona del Año en 2014, entre otros importantes galardones.

## Biografía

### Niñez
Joan Manuel Serrat Teresa nació el 27 de diciembre de 1943 en Barcelona. Creció en el barrio del Pueblo Seco, en el seno de una familia obrera. Su padre, José Serrat, fue un anarquista español afiliado a CNT y su madre, Ángeles Teresa, era un ama de casa originaria de Belchite (Zaragoza). Su niñez, en la que pudo disfrutar del ambiente de las calles de su barrio, lo marcó profundamente, hasta tal punto que un gran número de sus canciones narran la cotidianidad de Cataluña tras la Guerra Civil (ejemplos son: «La Carmeta», «La tieta» y «El drapaire» como personajes estereotipo de su barrio). A los doce años, Serrat se matriculó como alumno interno en la Universidad Laboral de Tarragona, donde cursó el Bachillerato Laboral Superior, en la especialidad "Industrial Minera", titulándose en la modalidad de tornero fresador. Es a partir de los 13 años cuando toma contacto con Viana (Navarra), donde pasa los veranos de su adolescencia, creando unos lazos de amistad profundos. El cantante se siente vinculado a la localidad navarra, donde tiene casa, unos jardines a su nombre y lanzó el chupinazo de fiestas 2001.

### Inicios musicales
Serrat realizó estudios de perito industrial a la vez que tocaba la guitarra como aficionado. En 1965 se graduó en el área de agronomía como perito agrícola y, en la misma época, se presentó en el programa Radioscope de Salvador Escamilla en Radio Barcelona, en el que interpretó sus primeras canciones. Salvador Escamilla fue quien le ofreció la primera oportunidad de presentarse en público; poco tiempo después, le llamaron para ofrecerle un contrato y grabar su primer disco. Su primer concierto lo realizó en el teatro L'Avenç de Esplugas de Llobregat (España).[cita requerida]
Se le reconoce como uno de los pioneros de lo que se dio en llamar la Nova Cançó catalana y fue miembro del grupo Els Setze Jutges (ingresó como el decimotercero de los dieciséis), un grupo de cantantes en lengua catalana que tenía como referente a la chanson francesa (con exponentes como Jacques Brel, Georges Brassens y Léo Ferré, entre otros), y que defendieron la lengua catalana durante la dictadura franquista.[cita requerida]
En 1965 se editó su primera grabación, el EP denominado Una guitarra, con cuatro canciones: «Una guitarra», «Ella em deixa», «La mort de l'avi» y «El mocador». En 1966 apareció su segundo EP Ara que tinc vint anys con las canciones: «Ara que tinc vint anys», «Quan arriba el fred», «El drapaire» y «Sota un cirerer florit».[cita requerida]
El músico Francesc Burrull colaboró con Joan Manuel Serrat desde 1967 realizando los arreglos del EP Cançó de matinada, donde además del tema homónimo figuran Me'n vaig a peu, Paraules d'amor y Les sabates. En 1972, Burrull volvió a reencontrase con Serrat para hacer los arreglos del álbum Miguel Hernández, uno de los trabajos más destacados del cantautor español, del que Burrull será director musical y pianista, a principios de los años 70; su relación con Serrat duró hasta que Juan Manuel volvió a trabajar con Ricard Miralles, en 1974.[cita requerida]
En 1968 publicó sus primeras canciones en español, con varios sencillos que serían recogidos en el LP La paloma el año siguiente. Al mismo tiempo, iba componiendo nuevas canciones en catalán que se editaban también en formato sencillo y luego recopilados, de modo que en 1969 se editó el LP Com ho fa el vent.[cita requerida]
Cuando, a finales de los sesenta, Serrat comenzó a cantar en español, empezó a aparecer en portadas de revistas y a hacer películas como Palabras de amor (1968), dirigida por Antoni Ribas; La larga agonía de los peces fuera del agua (1969), con la dirección de Francisco Rovira Beleta; y Mi profesora particular (1972), dirigida por Jaime Camino, con guion de Juan Marsé y Jaime Gil de Biedma, algunos de sus seguidores pasaron a considerarlo un traidor de la «causa catalanista». Él se defendió diciendo que el castellano también era su lengua materna, pues su madre era aragonesa.[cita requerida]

### El conflicto de Eurovisión
En 1968 se anunció que Serrat sería el representante de España en el Festival de Eurovisión. En cuanto a la canción que debía interpretar, se barajaban dos: El titiritero, del propio Serrat, y La, la, la. Al final se decidió que fuese esta última, al considerarse, por su estilo, más apta para el festival. El tema no había sido compuesto por Serrat, sino por Manuel de la Calva y Ramón Arcusa (integrantes del Dúo Dinámico), quienes, sin embargo, se basaron en el estilo poético presente en las letras de Serrat, así como en su misma temática: el canto a las cosas sencillas de la vida (la madre, la tierra, el despertar de un nuevo día, la naturaleza...).
Pero, Serrat comenzó a recibir muchas presiones de algunos miembros de la Nova Cançó así como de otros sectores catalanistas, por presentarse a un festival en el que representaría a España, cantando en español. Ante este clima de quejas, su discográfica en catalán, Edigsa, decidió posponer el lanzamiento del segundo disco, Cançons tradicionals.
El 8 de marzo se emitió un programa especial en Televisión Española titulado Así es... Así canta... Así compone... Joan Manuel Serrat, con el fin de promocionar –en televisión– al recién nominado representante de España en Eurovisión. En ese programa, Serrat cantó cuatro temas en catalán: Cançó de matinada, Paraules d'amor, Me'n vaig a peu y Ara que tinc vint anys, y los tres temas que hasta el momento había grabado en español: El titiritero, Mis gaviotas y Poema de amor.[cita requerida]
Aunque grabó la canción que competiría en Eurovisión, en estudio y en varios idiomas (e hizo el equivalente de entonces a los videoclips actuales) destinados a distintas cadenas de televisión europeas, el 25 de marzo anunció que no iría a Eurovisión si no era cantando La, la, la, en catalán. La versión más extendida –que Serrat nunca ha negado– sobre el motivo de este sorpresivo hecho fue que Serrat había decidido no cantarla si no podía hacerlo en catalán, a modo de protesta. Para otras personas, sin embargo, fue una maniobra publicitaria. Así, según indica Àngel Casas en su libro 45 revoluciones en España, lo que realmente pasó fue que su representante, José María Lasso de la Vega, intentó a través de este suceso, que el cantante recuperara su público más catalanista, que estaba perdiendo poco a poco. Se trataba de que Serrat cantara –al menos– un verso de la canción en catalán, en su presentación en el festival. El representante pensó que la mejor manera de conseguirlo sería decir que el cantante exigía cantar toda la letra en catalán para, la más tarde y tras una supuesta negociación con las autoridades, llegar a un acuerdo que le permitiera al menos cantar el ansiado verso y contentar así a la audiencia "de casa". Sin embargo, este plan falló y su puesto en el festival fue cubierto por la cantante Massiel, que sólo tuvo unos pocos días para ensayar y promocionar la canción, pero aun así se llevó el premio de Eurovisión 1968.

### 1969-1974
En 1969 participó en el IV Festival Internacional da Canção Popular de Río de Janeiro, con la canción «Penélope», que compuso en colaboración con Augusto Algueró. La canción ganó los premios a: mejor letra, música e interpretación, dando impulso a su primera gira por Hispanoamérica, algo que se transformó en costumbre de ahí en adelante. El éxito de Serrat fue inmediato sobre todo en Argentina, Uruguay y Chile, país en el que debutó actuando en el Teatro Municipal de Santiago, en un concierto que se transmitió en vivo por la Televisión Nacional de Chile. Ese mismo año nació su primer hijo, Manuel (Queco), fruto de su relación con la modelo catalana Mercè Domènech.[cita requerida]
Como broche de oro de su exitoso año, publicó el disco titulado Dedicado a Antonio Machado, poeta, con el cual logró un gran éxito de ventas, a pesar del veto que pesaba en su contra, que impedía incluso promover sus trabajos en la radio.[cita requerida]
Participó al año siguiente, 1970, en el Festival Internacional de la Canción de Viña del Mar, como artista invitado; también fue protagonista del programa "Sábados Circulares", que tenía una gran audiencia en Argentina y los países de la región, por lo que su fama creció aún más en Latinoamérica.[cita requerida]

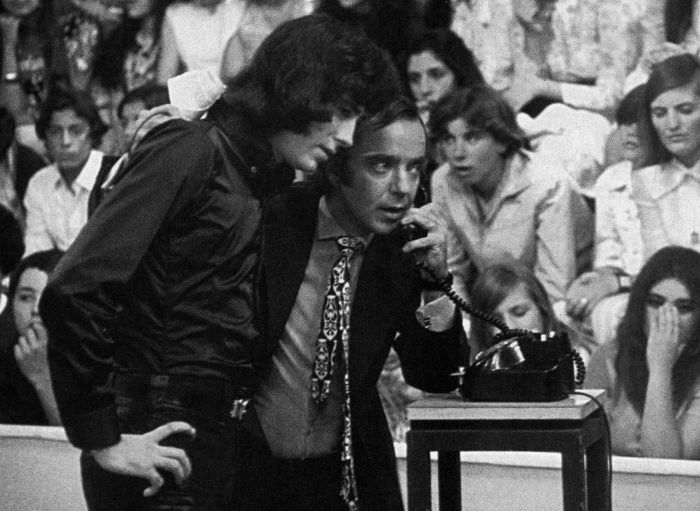
Joan Manuel Serrat, en la Televisión Argentina en Sábados Circulares.

En ese mismo año, se edita Mi niñez. De este último disco "salen" dos canciones modificadas por la censura franquista: «Fiesta» y «Muchacha típica», que son editadas en su versión original en Hispanoamérica, y en versión modificada en España. De este periodo también es «Edurne», que es publicada en 1974, y tampoco evita la censura. A finales de ese año, el álbum Serrat/4 contiene otra canción afectada por la censura: «Conillet de vellut» (Conejito de terciopelo), que es censurada por la mención que se hace a una relación sexual en la que participan tres personas. A finales de 1970, Serrat junto a un grupo de intelectuales y artistas, se encierran en el Monasterio de Montserrat, en Barcelona, en señal de protesta por el proceso de Burgos y en contra de la pena de muerte. Algunas leyendas urbanas afirman que en aquel encierro compuso la canción «Mediterráneo», a la que, en sus primeros borradores, llamó «Amo el mar» o «Hijo del Mediterráneo». No obstante, este tema fue compuesto, al igual que el resto del disco, entre agosto y noviembre de 1970, según declaraciones del propio Serrat, y "a caballo" entre el ya desaparecido Hotel Batlle de Calella de Palafrugell (Costa Brava), Fuenterrabía (País Vasco) y Cala d'Or en Mallorca.[cita requerida]
En 1971 editó definitivamente Mediterráneo, uno de sus álbumes más importantes. A este disco pertenece la canción «Aquellas pequeñas cosas», que contiene una de sus letras más personales y evocativas. Logra estar, casi un año, en forma continua, en la lista de los 10 discos más vendidos de España, y varias semanas como el número 1 absoluto, a pesar de la estricta censura en su contra. También, participa por segunda vez en el Festival Internacional de la Canción de Viña del Mar, actuando gratis en apoyo al gobierno de Salvador Allende. Al año siguiente, rinde tributo a otro de los grandes poetas españoles: Miguel Hernández, en su disco de homenaje homónimo.[cita requerida]
En 1973, publica el LP Per al meu amic en catalán, considerado por algunos críticos como uno de los más logrados de su carrera. Finalmente, en 1974 le retiran el veto en Televisión Española, y puede realizar un programa especial, titulado A su aire, que fue grabado en directo en el teatro de la Alianza del Pueblo Nuevo de Barcelona; en este recital interpretó también, canciones en catalán. Actuó así mismo, en la película La ciudad quemada, dirigida por Antoni Ribas.[cita requerida]

### Exilio
Su posición crítica con el franquismo en público no cesó. El 2 de julio de 1973 fue detenido durante dos horas en Pamplona por recordar durante un recital la reciente huelga de Motor Ibérica que había desembocado en un paro general provincial en solidaridad, siendo multado por el gobernador civil con 50 000 pesetas.
En 1975, fueron condenados a muerte en cuatro consejos de guerra once militantes del FRAP y ETA por la muerte de varios policías y miembros del ejército. El 27 de septiembre de 1975, cinco de los condenados fueron ejecutados por fusilamiento (a seis de los condenados se les conmutó la pena por prisión.) En respuesta a estas ejecuciones hubo múltiples protestas internacionales: el Papa Pablo VI, la Comunidad Económica Europea o el presidente de México, Luis Echeverría Álvarez. Serrat, que estaba en México, condenó en rueda de prensa estos hechos y las medidas represivas. Además, se solidarizó con el presidente de México, Luis Echeverría Álvarez, que había mantenido la postura mexicana de reconocer solo al gobierno de la Segunda República Española, en el exilio. A raíz de estas declaraciones tuvo que exiliarse durante un año en este país, debido a la orden de búsqueda y captura que emitió el gobierno franquista contra él. Además, tal y como ya había ocurrido en 1968, sus trabajos fueron retirados de la difusión y censurados por el régimen. En México, sin dinero, solo recibió desde España el apoyo económico del cantante Camilo Sesto, gracias al cual pudo permanecer allí sin penurias.
Esta situación afectó, especialmente, a su recién estrenado disco ... Para piel de manzana, el primero que grabó para la casa discográfica Ariola. Además, durante su estancia en México no pudo componer ninguna canción; de hecho, el disco que editó al año siguiente no es más que el término de un proceso ya anterior. Para sobreponerse a la situación, realizó una gira con sus músicos por todo el territorio mexicano, montado de un bus, bautizado La Gordita, ofreciendo recitales a bajo costo. Ha confesado que aquel fue un periodo muy duro de su vida, pues vivía en la constante desazón de no saber si en algún momento podría volver a su tierra o nunca ocurriría el retorno.
De esa época son sus canciones más combativas. Aunque, como ya se dijo, no compuso, se sirvió de las composiciones de otros cantautores o musicalizó poesías de otros poetas, que le permitieron exponer la postura combativa que en esos momentos de precariedad postulaba. Existen grabaciones no oficiales en las que Serrat canta Mazúrquica modérnica de Violeta Parra, La poesía es un arma cargada de futuro o La vida no vale nada, entre muchas otras. Tampoco pudo realizar giras por Hispanoamérica, pues ya algunas dictaduras, como la de Chile, le habían negado la entrada.[cita requerida]

### Serrat en la España democrática
En 1977 publicó el disco-homenaje al poeta catalán Joan Salvat-Papasseit titulado Res no és mesquí (Nada es mezquino), con arreglos del músico Josep Maria Bardagí, en el marco de un regreso a una España indecisa y enrarecida tras la muerte del dictador Franco. Lo hizo con temor, pues al no haberse promulgado aún la amnistía existía la posibilidad de que fuera apresado y enjuiciado. Afortunadamente, nada ocurrió y Serrat se reincorporó, con cautela, a la vida pública de su país.[cita requerida]
En 1978 contrajo matrimonio con Candela Tiffón y un año después nació su primera hija, María.[cita requerida]
También en 1978, grabó su disco titulado 1978. Se grabó en Madrid en los Estudios Sonoland por el Ingeniero de sonido José Antonio Álvarez Alija. Finalmente, gracias a la promulgación de la ley de amnistía, durante el gobierno de Adolfo Suárez, se reintegró totalmente a sus actividades como ciudadano español y participó activamente en la campaña política en favor del Partido Socialista Obrero Español (PSOE).[cita requerida]

### Década de 1980
En 1980 editó su disco Tal com raja (traducido al español, Tal como sale). Ese año murió su padre, Josep Serrat, lo que significó un duro golpe en su vida personal. En 1981 publicó En tránsito, con el que consiguió situarse en lo más alto de las listas españolas y dar un aire maduro y renovado a su obra. En ese año retornó a TVE, en un especial de una hora, bajo el título de Música, maestro. Abre con «Visca l'amor», un poema de Salvat-Papasseit musicalizado por Guillermina Motta. Posteriormente, sus conciertos son abiertos con la extensión de los arreglos de «Para la libertad», poema de Miguel Hernández musicalizado por Serrat.[cita requerida]
En 1983 salió a la luz Cada loco con su tema, un disco que editó Ariola con grandes temas y que recibió del Ministerio de Cultura de España el "Premio Nacional para Empresas Fonográficas", trabajo con el que realizó una gran gira por Sudamérica, excepto Chile, pues su entrada a este país fue impedida a través de un decreto emanado del Ministerio del Interior del dictador Pinochet. En Argentina, con la retirada inminente de la dictadura militar, su recital en el Luna Park constituyó un acontecimiento histórico que simbolizó la victoria de la democracia. Ese mismo año se publicó un LP doble que contiene la gira 83 por España: En directo. Poco antes había salido al mercado un vinilo ilegal con el mismo título, que es más conocido como Serrat al Grec, que consiste en la publicación de algunos temas de Serrat tocados en vivo; el disco fue oportunamente retirado. Un anuncio de compresas donde aparece la canción «Hoy puede ser un gran día» sin la autorización expresa de Serrat causó su indignación y un conflicto con su representante, quien terminó por perder su puesto, pues la Audiencia Provincial de Madrid resolvió a favor de Bartolomé Espadalé, el productor publicitario, dictando el sobreseimiento de la querella interpuesta en 1982 por Serrat.
En 1984 publicó Fa vint anys que tinc vint anys, con los temas «Plany al mar» y «Seria fantàstic» como principales éxitos, y en 1985 El sur también existe, musicalizando poemas del poeta uruguayo Mario Benedetti. También editó en 1987 Bienaventurados, una dura crítica a las iglesias cristianas, tanto católica como protestante, y a las dictaduras aún restantes (Lecciones de urbanidad), y en 1989, Material sensible, un trabajo en catalán que significa el último disco en el que trabajaría Capgròs.[cita requerida]

### Década de 1990
En 1991, publicó su álbum Utopía y en 1994 Nadie es perfecto. En 1996 estrenó su doble disco en homenaje a sus compañeros de la nova cançó, de título Banda sonora d'un temps, d'un país, último disco de Serrat que se publicaría en formato LP (Ariola, 1996). Ese mismo año, se unió a Víctor Manuel, Ana Belén y Miguel Ríos para realizar una gira por toda España con el espectáculo titulado El gusto es nuestro, que fue llevado por varios países de América en 1997, editándose además en disco y en formato DVD.
En 1998 editó Sombras de la China, con los arreglos de Kitflus, quien ayudó también en la composición de algunos temas. Tras la llegada de la democracia en Chile, el 26 de abril de 1990, Serrat realizó un concierto en el Estadio Nacional Julio Martínez Prádanos, donde entre otros temas, interpretó «Volver a los 17», de Violeta Parra, debido a los diecisiete años que el cantante tenía prohibición de entrar.

### Década de 2000
Posteriormente realizó su homenaje a la canción hispanoamericana en Cansiones firmado por Tarrés|Serrat en el año 2000, con adaptaciones de temas populares de varios países de Iberoamérica, y autores reconocidos como Violeta Parra, Víctor Jara, Simón Díaz, José Alfredo Jiménez y Enrique Santos Discépolo, entre otros. En el año 2000 se edita su discografía oficial anterior digitalizada en formato CD. 
En 2002 Serrat publica Versos en la boca, en el que además de temas propios después de cuatro años, da voz con su música a los poetas Tito Muñoz, Eduardo Galeano y Luis García Montero.
A finales de 2003 lanza al mercado Serrat sinfónico en colaboración con la Orquesta Sinfónica de Barcelona y Nacional de Cataluña, bajo la dirección musical del maestro Joan Albert Amargós, con la colaboración especial de Ricard Miralles al piano y Roger Blavia a la percusión. En esta producción presenta 15 temas ya conocidos y uno nuevo, el poema de Federico García Lorca de título Herido de amor que Serrat había musicalizado con anterioridad para Ana Belén.
En 2004, participa en el proyecto Neruda en el corazón, con un disco colectivo en el que interpreta el Poema XX de Pablo Neruda, con música de Ramón Ayala "el Mensú", el espectáculo se presentó en directo en concierto único el 5 de julio de 2004 en el Palau Sant Jordi de Barcelona, dentro de la programación del Fórum Universal de las Culturas 2004 de Barcelona. También en 2004, El Periódico de Catalunya le otorga el premio "Català de l'Any" (‘catalán del año’) en homenaje a sus cuarenta años de carrera, en el mismo año participa en el acto institucional del Día de Cataluña en el Parque de la Ciudadela, interpretando Cançó de bressol.
Ya en 2004, en el marco de la gira de Versos en la boca se rumoreaba de que sufría de algún mal. Sin embargo, ante las consultas de la prensa, Serrat, con gran humor, señalaba: «Si el doctor me pide que deje el vino, cambio de doctor». Y es que ya llevaba, en silencio, un proceso de quimioterapia, para tratar de reducir un carcinoma en la vejiga. En 2005 se hace pública la noticia de la enfermedad.
Tras su recuperación emprende una nueva gira intimista junto a Ricard Miralles interpretando sus temas clásicos bajo el título Serrat 100x100, una gira con 150 conciertos que se inicia el 6 de mayo de 2005 en Valladolid y finaliza el 14 de diciembre de 2006 en San Sebastián en una primera etapa. El 15 de marzo de 2006 recibe el título de doctor honoris causa de la Universidad Complutense de Madrid por su contribución a la cultura española en general y catalana en particular y, diez días después, la Medalla de Oro al Mérito en el Trabajo por toda su trayectoria profesional.

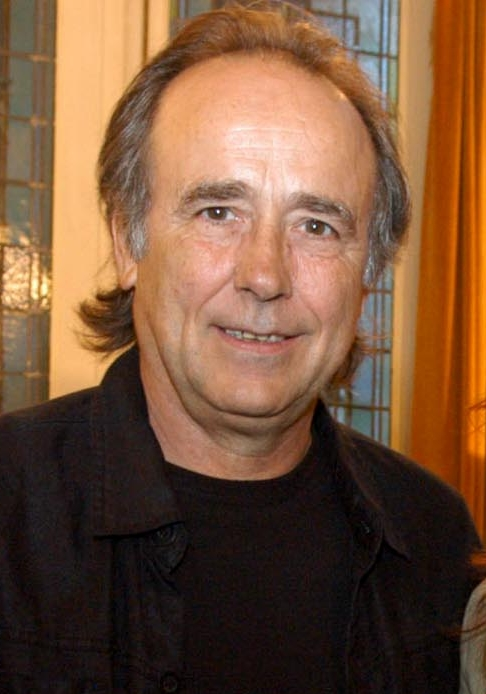
Joan Manuel Serrat, durante una visita a la Casa Rosada, Argentina.

El 24 de marzo de 2006, el Ayuntamiento de Barcelona otorga la Medalla de Oro de la ciudad a Joan Manuel Serrat «por su aportación cívica y por el prestigio conseguido como músico y ciudadano a nivel internacional». El 18 de abril de 2006 publica el disco Mô con canciones en catalán, su primera producción en esa lengua en 17 años. Mô es el nombre que los locales dan a la ciudad de Mahón, en Menorca, localidad en la que Serrat tiene una casa y pasa los veranos. Durante los siguientes meses, Serrat realiza una gira de 48 conciertos de promoción de este nuevo disco por Cataluña, Valencia, Baleares y Madrid, se inicia el 27 y 28 de abril de 2006 en Mahón (Menorca), realiza 19 conciertos en el Teatro Nacional de Cataluña de Barcelona y finaliza la gira el 4 de octubre de 2006 en Gerona, tras la que continuaría con una segunda sesión de conciertos con su gira Serrat 100x100.
En 2007 es galardonado con la Medalla de Honor del Parlamento de Cataluña en reconocimiento por su labor en defensa de la lengua y la cultura catalana como miembro en los años 1960 de Els Setze Jutges y como caballero de la Legión de Honor de la República Francesa.
También en 2007 realiza una gira junto a Joaquín Sabina llamada Dos pájaros de un tiro, que los lleva por treinta ciudades españolas y veinte americanas y que se inicia en Zaragoza el día 29 de junio de 2007 y finaliza el 18 de diciembre en Buenos Aires después de 71 conciertos. En ella, el catalán interpreta las mejores canciones del ubetense mientras este hace lo propio con el repertorio del noi del Poble-sec. De los conciertos celebrados en Madrid se graba un disco en directo y un DVD con más material que se edita en diciembre de 2007. El nombre de dicho disco es, al igual que la gira, Dos pájaros de un tiro.
A mediados de 2008, Serrat retoma por tercera vez su gira intimista Serrat 100x100 llevándola junto a Ricard Miralles por algunos países de América y por España, con conciertos programados hasta el mes de julio de 2009.
Fue uno de los integrantes de la Plataforma para el Apoyo de Zapatero, apoyando la candidatura socialista de José Luis Rodríguez Zapatero para la presidencia del Gobierno, una plataforma en la que participaron actores, deportistas, cantantes y españoles destacados.
En 2009 Serrat graba junto a Joan Albert Amargós un segundo disco en homenaje al poeta Miguel Hernández, de título Hijo de la luz y de la sombra, que es editado en febrero de 2010 y el Ministerio de Cultura de España le concede el Premio Nacional de Músicas Actuales en su primera edición. En marzo de ese mismo año, es operado con éxito de un nódulo pulmonar que le habían diagnosticado en un control rutinario. Es dado de alta 5 días después, pero este hecho retrasa la gira de su disco Hijo de la luz y de la sombra que se inicia finalmente el 23 de abril en Elche.

### Década de 2010
El 16 de diciembre de 2010 recibe en el Teatro Solís de Montevideo (Uruguay) el premio Memoria del Fuego, de manos del escritor Eduardo Galeano. El premio (una estatuilla del escultor Octavio Podestá), fue instituido por el semanario Brecha con motivo de su 25.º aniversario y reconoce a un creador que a sus valores artísticos le suma el compromiso social y con los derechos humanos.
El 6 de febrero de 2012 presentó junto a Joaquín Sabina La orquesta del Titanic, su primer álbum de estudio grabado con el cantautor ubetense. Además, anunciaron una gira de presentación del disco que los llevaría por Uruguay, Argentina, Chile, México, Estados Unidos, Costa Rica, República Dominicana y España.
Durante la gira Dos pájaros contraatacan en Argentina graban un nuevo CD+DVD en vivo en el escenario del Luna Park de Buenos Aires: En el Luna Park que es editado en 2012.

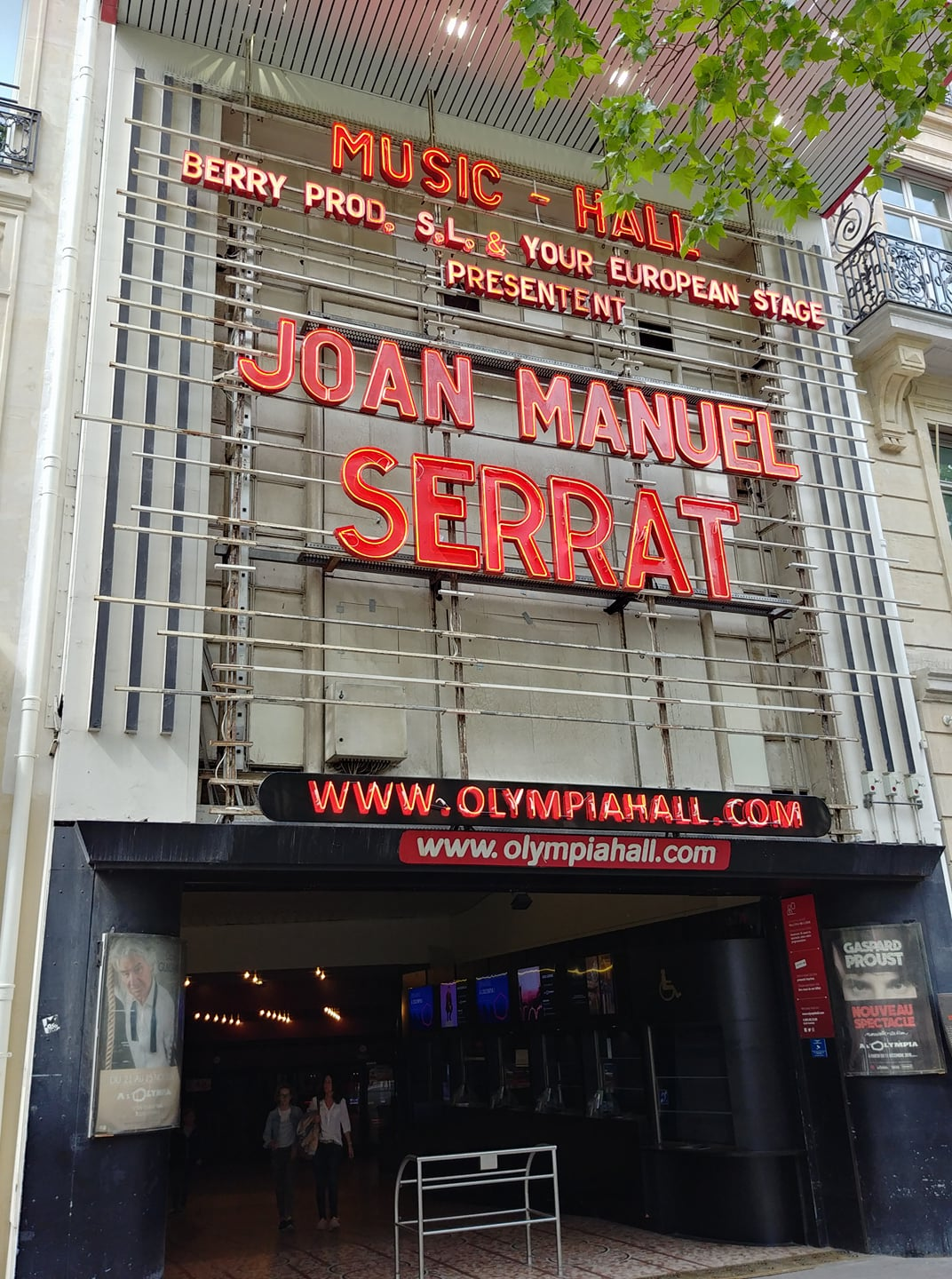
El concierto de Joan Manuel Serrat anunciado en la fachada del Olympia de París, el 12 de mayo de 2018 (gira "Mediterraneo da Capo").

Para conmemorar su medio siglo con la música, el artista escogió medio centenar de composiciones, la mayoría regrabadas y con gran abundancia de duetos para el lanzamiento de un disco titulado Antología desordenada que se publicó el 4 de noviembre de 2014.
Antología Desordenada también es el nombre de la gira de celebración de 50 años de carrera que llevó a cabo desde el 24 de febrero de 2015 hasta el 21 de noviembre, con más de un centenar de conciertos en: Argentina, Uruguay, Chile, España, Francia, Portugal, Italia, Reino Unido, Puerto Rico, República Dominicana, EE. UU, México, Guatemala, Nicaragua, El Salvador, Costa Rica, Panamá, Colombia, Ecuador y Perú. En marzo de 2016 se anuncia la celebración de un concierto, al que siguieron varios más en una nueva gira, para conmemorar el 20 aniversario de la mítica gira "El gusto es nuestro", junto a Ana Belén, Víctor Manuel y Miguel Ríos. Dicha gira recorre ciudades como Madrid, Barcelona, Granada, Valencia o Zaragoza, desde junio a octubre de 2016. El 21 de octubre de 2016 sale a la venta el doble CD y DVD que recoge el concierto celebrado el 15 de junio en el Barklaycard Center de Madrid.
En 2017 y 2018, la gira "Mediterraneo da Capo" en España, Francia y Suramérica, conmemora el 47 aniversario del disco mítico "Mediterráneo". En 2017 y 2018 sufre críticas en medios de comunicación por sus observaciones sobre la falta de diálogo en el proceso de independencia catalán.

### Década de 2020 y despedida de los escenarios
En noviembre de 2021, anuncia su próxima retirada del escenario después de una gira de despedida prevista en 2022 y titulada "El vicio de cantar".
El 8 de enero de 2022, Serrat fue uno de los cantantes participantes en el concierto solidario Más fuertes que el volcán, el cual fue organizado por Radio Televisión Española con el fin de recaudar fondos para los damnificados por la erupción volcánica de La Palma de 2021.
Después de presentarse en los escenarios de Iberoamérica y de las principales ciudades de España, ofreció su último concierto el 23 de diciembre de 2022 en el Palau Sant Jordi de Barcelona. Su presentación termina con Una guitarra, la canción con la que empezó su carrera.
El 17 de febrero de 2023 fue nombrado hijo adoptivo de la ciudad de Orihuela en un acto celebrado en el Teatro Circo Atanasio Díe Marín.

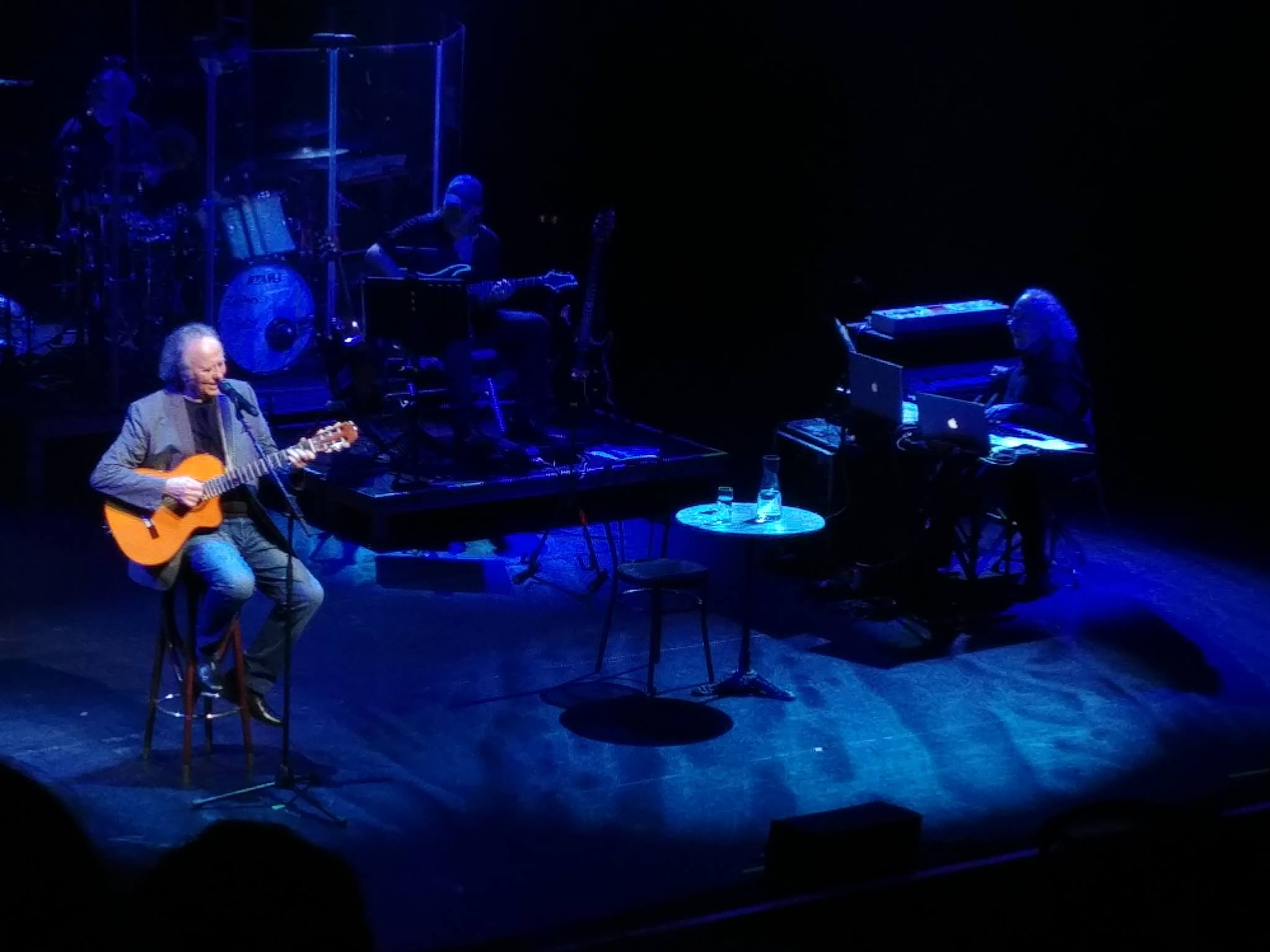
Joan Manuel Serrat durante el concierto del 12 de mayo de 2018 en el Olympia de París (gira "Mediterraneo da Capo").

## Sus poetas
Algunos de sus temas de más éxito han sido poemas musicalizados basados en las obras de algunos de los más laureados poetas de lengua española y catalana:
- Antonio Machado, a quien le dedica un monográfico completo en 1969: Dedicado a Antonio Machado, poeta, constó de 12 canciones que popularizaron la figura y la obra del poeta.
- Miguel Hernández, con dos discos completos dedicados a la evocación de su figura poética: Miguel Hernández e Hijo de la luz y de la sombra (2010).[40]
- Rafael Alberti, el poema La paloma con música del italiano Sergio Endrigo y del argentino Carlos Guastavino en 1969 para el disco de igual título.
- León Felipe, el tema Vencidos en 1971 para su disco Mediterráneo.
- Joan Vergés, el poema El vell en su disco Per al meu amic de 1973.
- Joan Salvat Papasseit, al que dedicó un disco monográfico en 1976: Res no és mesquí. Debe considerarse también una canción-homenaje que Serrat le compuso, publicada en primera instancia en el disco Serrat/4, de título Cançó per a en Joan Salvat Papasseit.
- Ernesto Cardenal, la canción Epitafio para Joaquín Pasos en 1975.
- José Agustín Goytisolo, Historia conocida en el álbum 1978.
- Josep Palau i Fabre, Serrat pone música al poema Vaig com les aus para su disco Tal com raja en 1980.
- Josep Vicenç Foix, su poema És quan dormo que hi veig clar grabado en Tal com raja.
- Juan Marsé, con quien escribe conjuntamente la letra para la canción "Los fantasmas del Roxy", de su disco "Bienaventurados".
- Josep Carner, del poeta catalán pone música a El gall para el disco Bestiari de Guillermina Motta y a El falcó para Fa vint anys que tinc vint anys.
- Pere Quart, la canción Infants incluida en Fa vint anys que tinc vint anys.
- Jaime Sabines, la canción La lluna para Material sensible en 1989.
- Mario Benedetti, al poeta uruguayo le dedica el disco monográfico El sur también existe (1985), Serrat musicaliza y colabora en la letra de Maravilla en el disco Utopía (1992), y también en el tema Historia de vampiros incluida en el disco Nadie es perfecto (1994). Además canta a dúo el tema Papel mojado en el álbum La vida ese paréntesis (1998) de Tania Libertad con música de Víctor Merino.
- José María Fonollosa, adapta el poema Subway I para la canción Por dignidad que se incluye en Nadie es perfecto.
- Eduardo Galeano, los temas Secreta mujer en Sombras de la China y La mala racha en el disco Versos en la boca.
- Joan Barril, con el periodista y escritor barcelonés, Serrat compone las canciones Salam Rashid en 1989 y Mírame y no me toques en 1992.
- Luis Cernuda, adapta un poema del poeta sevillano para el tema Más que a nadie grabado en su disco Sombras de la China en 1998.
- Tito Muñoz, Tarrés en el disco Cansiones (2000) y De cuando estuve loco en Versos en la boca (2002).
- Luis García Montero, el tema Señor de la noche en su disco Versos en la boca.
- Federico García Lorca, el poema Herido de amor en Serrat sinfónico, que grabó anteriormente Ana Belén en su disco Lorquiana.
- Pablo Neruda, Serrat participa junto a otros artistas en el proyecto Neruda en el corazón, cantando el poema XX.

## Sus músicos
Joan Manuel Serrat, a lo largo de su carrera como cantante y compositor, se ha hecho acompañar por músicos de gran renombre en España. El esmerado trabajo en equipo que estos músicos y Serrat aplican a cada una de las producciones, son aspectos que el público aprecia en gran medida, al punto que no pasa desapercibido quien firma los arreglos. Los cinco más importantes son, en atención a su trascendencia: Ricard Miralles, Josep Mas "Kitflus", Josep Maria Bardagí, Francesc Burrull y Antoni Ros-Marbà, quienes se encargaron de gran parte de los arreglos de sus discos. Entre otros músicos que también han realizado arreglos para Serrat encontramos a Juan Carlos Calderón (Mediterráneo) y a Joan Albert Amargós (Serrat sinfónico e Hijo de la luz y de la sombra). Merece también mencionarse, por su relevante colaboración en grabaciones y giras durante siete años, al guitarrista mallorquín y amigo personal Gabriel Rosales (Barcelona, 1942; Palma, 2015), cuya impronta musical quedó patente en muchos de los trabajos más conocidos en los inicios de su carrera musical. 

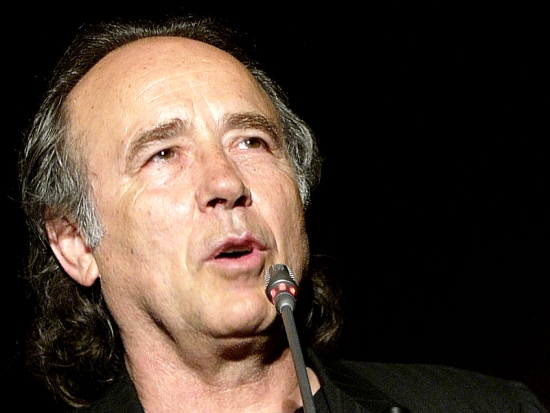
Joan Manuel Serrat en Valencia en 2008.

La formación que le acompaña en la gira de 2015 Antología Desordenada está formada por Josep Mas "Kitflus" en los teclados, Ricard Miralles en el piano, Vicente Climent en la percusión, David Palau en las guitarras, y Rai Ferrer en el bajo y contrabajo.

## Serrat y la cultura popular
Dentro del repertorio serratiano varios discos rescatan especialmente cantos populares, entre los que se incluyen Cançons tradicionals, álbum editado en 1968 (reeditado en 1973, en un EP), un conjunto de canciones populares del folclore catalán. Además, del cancionero popular catalán también ha cantado la nana La lluna, la pruna (canción de cuna) que interpreta durante la grabación del especial A su aire para Televisión Española en 1974, en Barcelona. El álbum Cansiones, firmado por Tarres|Serrat, su alter ego, en el cual registra un catálogo hispanoamericano, con la interpretación de autores como Violeta Parra y Víctor Jara. Diversas fuentes señalan que este disco estaba proyectado para la década de los setenta, pero las convulsiones de la época hicieron que este proyecto se pospusiese.
Serrat ha interpretado en vivo otras canciones del cancionero popular de Hispanoamérica en sus presentaciones, entre otras, Volver a los 17 de Violeta Parra, interpretado en el concierto que ofrece en el Estadio Nacional de Chile en 1990, tras diecisiete años de ausencia forzada a raíz de la prohibición que contra él pesaba por parte de la dictadura de Augusto Pinochet. En aquel entonces Serrat expresa que aquella canción tenía una nueva lectura: volvía, efectivamente, a un país, tras diecisiete años de serle vedado el ingreso. Del cancionero de Atahualpa Yupanqui ha interpretado La tarde, Milonga del solitario, Coplas del payador perseguido, Milonga del peón de campo, Canción de los horneros, Luna tucumana, Zamba del grillo, Caminito del indio y Vendedor de yuyos.

### Serrat y la copla
La copla es uno de los géneros de referencia en la educación musical de Serrat: la escuchaba en la radio y se la escuchaba cantar a su madre y sus vecinas cuando era un niño, como así declara en multitud de entrevistas. Las voces de Concha Piquer, Juanita Reina, Miguel de Molina, Angelillo o Juanito Valderrama forman parte de su banda sonora personal. Asiste personalmente al entierro de Concha Piquer y prologa el libro Juanito Valderrama: Mi España Querida de Antonio Burgos. En 2003, declara que él hacía copla a su manera, canciones como Romance de Curro el Palmo o Pueblo blanco, podrían considerarse cercanas a este género.
Ha compartido escenario con Juanito Valderrama, Lola Flores (interpretando Pena, penita, pena), Rocío Jurado (cantando el Himno de Andalucía), ha cantado en solitario las coplas No me quieras tanto y La niña de puerta oscura, entre otras. Ha grabado a dúo con Manolo Escobar, el pasodoble Qué bonito es Badalona, con Juanito Valderrama el tema Pena mora en el disco Homenaje a Juanito Valderrama, la copla Antonio Vargas Heredia en dúo post mortem con Carlos Cano en el disco homenaje Que naveguen los sueños, o su posterior homenaje a la figura de Bambino en el disco Bambino, por ti y por nosotros, muestran su vinculación musical con los artistas que dieron altura artística a la copla.

### Serrat y el tango
Otro de los géneros que se encuentran en la memoria musical de Serrat es el tango, a través de su padre, gran aficionado al mismo. Ya profesionalmente, Serrat demuestra su amor por el tango interpretándolo en numerosas ocasiones, especialmente en sus visitas a Argentina:
- Cambalache de Enrique Santos Discépolo, durante diversos conciertos de la gira de 1983 en España que quedó plasmado en su disco En directo (1984).
- El último organito en Cansiones (Tarrés)  (2000).
- Fangal en Cansiones (Tarrés)  (2000).
- Sur (1970) - Caño 14 de Buenos Aires (con Aníbal Troilo)
- A Buenos Aires (1970), en el programa de televisión argentino Sábados circulares.
- Amablemente (34 puñaladas)  en 1985, en el programa de TV3 Cap d'any.
- Melodía de arrabal (1988), en directo en el Teatro Albéniz de Madrid, con la Orquesta De Osvaldo Pugliese.
- Malena (1990), en el programa Querido Cabaret de TVE.
- Margot (1990), en el mismo programa Querido Cabaret de TVE.
- Taconeando (1990), en el mismo programa Querido Cabaret de TVE.
- Ninguna (a capela en 1990), en Querido Cabaret.
- Cuando me entrés a fallar y Afiche (2000), a cappella en el Programa del Troesma.

### Serrat y el bolero
El bolero es también un género con relevancia por su popularidad en España entre las décadas de 1940 y 1960, años de infancia y primera juventud de Serrat. Su medio de difusión era la radio, al igual que los anteriores géneros. Las voces de Antonio Machín, Juanito Segarra, Bonet de San Pedro, Jorge Sepúlveda, Lorenzo González o José Guardiola llegaban a todos los rincones.

### Serrat y la radio
En 1990 Serrat realizó para Radio Nacional de España el programa La radio con botas, en él hacía un repaso a la sociedad española desde 1939 hasta las vísperas del mágico 1992.

### Fútbol
Serrat se confiesa seguidor del Fútbol Club Barcelona de España, del Boca Juniors de Argentina, del Peñarol de Uruguay, del Independiente Santa Fe de Colombia y de la Universidad de Chile. En repetidas ocasiones ha interpretado el Himno del ''Barça''. Especialmente recordada es la que realizó en el acto conmemorativo del centenario del club catalán en 1999. Le dedica una canción a Ladislao Kubala, jugador del Barça, con dos versiones en lenguas catalana e italiana. También inmortaliza la delantera del club con "Basora, César, Kubala, Moreno y Manchón" en una estrofa de la canción Temps era temps (Había una vez) del cantautor valenciano Raimon.

### Turismo: la Barcelona serratiana

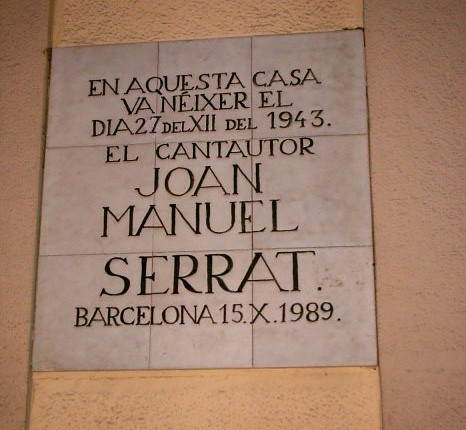
Placa conmemoratoria del lugar de su nacimiento.

Serrat vivió durante toda su infancia en el n.º 95 de la calle de Poeta Cabanyes, aunque nació en la Clínica La Alianza de Barcelona, a los pocos días ya vivía en esa casa el Noi de Poble-sec, una placa conmemorativa en la fachada de la finca indica la efemérides. La casa fue inmortalizada en la canción Si hagués nascut dona (Si hubiese nacido mujer) grabada en su CD Mô y en el "balcón con albahaca" de la canción Mi niñez.
El Pueblo Seco está situado junto al Barrio Chino (ahora más conocido como El Raval), zona que en los años 40, los primeros de Serrat, reunía todo un conjunto de elementos característicos por los que era conocida: su ambiente portuario y obrero, sus prostíbulos y también por ser lugar de diversión al ser una zona de cabarés, teatros y cafés-concierto, sobre todo en la mítica avenida del Paralelo, que separa El Pueblo Seco de El Raval. Destaca la miseria que sacudía a sus habitantes en aquellos años de posguerra, recuerdos de una infancia gris, pintada con los pinceles de la dictadura, son los que le vuelven a la mente a Serrat sobre aquellos años. Allí se respiraban los aires artísticos de un pequeño París, ambiente que poco a poco fue haciéndose más y más decadente, lo que influye profundamente en la formación de la personalidad de Serrat.
El Pueblo Seco ha sido desde siempre un barrio popular, un barrio de las orillas que ha ido absorbiendo las oleadas de emigrantes que han llegado (primero de origen español y a comienzos del siglo XXI desde todo el mundo), de gente que viene a trabajar y en contacto con la gente de esta tierra da lugar a esa rica mezcla.
La familia de Serrat fue un ejemplo más, madre aragonesa y padre catalán, pertenecientes al bando de los perdedores en la guerra civil española, un importantísimo detalle biográfico que sin duda marca un carácter determinado en el Serrat niño y adolescente, un posicionamiento cultural y de convivencia con el entorno en esa primera etapa de desarrollo de la personalidad y que coherentemente ha mantenido toda la vida.
Serrat nació en 1943 y pasó su niñez en años de posguerra en su barrio natal que se encuentra situado en una ladera de la montaña de Montjuic, en la misma en la que se levantaban barracas donde los inmigrantes vivían en condiciones de hacinamiento, en el límite con El Pueblo Seco.
La Feria de Muestras de Montjuic fue construida para acoger la Exposición Internacional de 1929, un acontecimiento histórico para la ciudad de Barcelona, en el que se reformó y urbanizó gran parte de la montaña de Montjuic. Este hecho queda reflejado en la canción Por las paredes pero desde la perspectiva del sufrimiento y el esfuerzo de miles de trabajadores emigrantes: «Con sangre murciana y de Almería se edificó una exposición». Trabajadores a los que también homenajea Serrat en Caminito de la obra o en Els veremadors. En la actualidad toda la montaña de Montjuic que domina el barrio de El Pueblo Seco conforma en su conjunto un paisaje verde y limpio con parques, museos, áreas deportivas y zonas de ocio en lo que es la mayor extensión de recreo de la ciudad, la parte positiva del progreso que ahora hace irreconocible el barrio a los recuerdos de Serrat.
Una guía turística de Barcelona publicada en la web oficial del Ayuntamiento de Barcelona como reclamo turístico de la ciudad con sus diferentes itinerarios permite reconocer al detalle en varios itinerarios todas las curiosidades de la Barcelona de Joan Manuel Serrat.

## Repercusión, homenajes y críticas
Son muchos los artistas y autores de canciones que han realizado homenajes a la figura y la obra de Joan Manuel Serrat. Entre los más destacables están Ahí te mando mi guitarra, Juan Manuel, compuesto por Manuel Alejandro e interpretado por Blanca Villa mientras Serrat se encontraba en el exilio por sus declaraciones contra la pena de muerte; el reciente Maldito Serrat del cantautor argentino Ignacio Copani; Mi primo el Nano, que compuso su amigo Joaquín Sabina, y la Canción para un maño, un tema de Georges Brassens adaptado por Paco Ibáñez. Igualmente hay homenajes del mundo de la fotografía, como el caso de su amiga íntima Colita.
Aparte de estas canciones que tratan monográficamente la figura de Joan Manuel Serrat, existen otras que hacen mención al nombre de Joan Manuel Serrat o a alguna de sus canciones. Son los casos de Alberto Cortez en su versión en directo de No soy de aquí, del propio Joaquín Sabina cuando grabó No hago otra cosa que pensar en ti en el disco Serrat, eres único, de Presuntos Implicados en "Ser de agua" o de cantautores como Juan Carlos Baglietto, Fito Páez, Javier Ruibal, Víctor Heredia, Fernando Delgadillo, Ricardo Arjona, Amaury Pérez, Vicente Feliú, Alejandro Filio, Kiko Tovar, Cacho Duvanced, Ramiro Segrelles, Joan Isaac, Guillermina Motta, Gerardo Peña, Hernaldo Zúñiga, Liuba María Hevia, Alejandro Nardecchia, Miquel Pujadó, Joan Baptista Humet, entre otros.
También se puede citar en este apartado la letra de Sóc el millor, que compuso Francesc Pi de la Serra, aunque más que en homenaje fue una dura crítica hacia Serrat por su decisión de Joan Manuel de cantar también en español. También cabe destacar la versión humorística del tema Ara que tinc vint anys, que grabó La Trinca con un cambio en el título: Ara que tinc 80 anys.

## Algunos premios y reconocimientos recibidos
- Fotogramas de Plata a la mejor actividad musical (1970 y 1972).
- Premio Ondas especial de la Organización por su trayectoria profesional en la historia de la música popular española en 1995.[51]
- En 1996 recibió el premio Hombre del Año otorgado por El Club de las 25
- Doctorado honoris causa por la Universidad Nacional del Comahue (Neuquén, Argentina) en 1999.[52]
- Doctorado honoris causa por la Universidad Autónoma del Estado de Morelos de Cuernavaca (Morelos, México), el 16 de mayo de 2003.[53]
- Premio Micrófono de Oro, en 2003.
- Doctorado honoris causa por la Universidad Nacional de Córdoba (Argentina), el 25 de noviembre de 2005.[52]
- Doctorado honoris causa por la Benemérita Universidad Autónoma de Puebla (México), el 12 de enero de 2006.
- Doctorado honoris causa por la Universidad Complutense de Madrid, el 15 de marzo de 2006.[27]
- Medalla de Oro de la ciudad de Barcelona, el 24 de marzo de 2006.
- Su tema «Mediterráneo» fue elegido como la mejor canción de la lengua española del siglo XX por la revista Rolling Stone, en 2006.
- Medalla de Oro al Mérito en el Trabajo por toda su trayectoria profesional, el 25 de marzo de 2006.[28]
- Medalla de Honor del Parlamento de Cataluña, en 2007.
- Doctorado honoris causa por la Universidad Miguel Hernández de Elche, el 21 de mayo de 2010.
- Premio Nacional de Músicas Actuales, en 2010.[31]
- Orden del Águila Azteca en grado de insignia, por el gobierno federal de México en 2010.[54]
- Premio Ciudad de Barcelona de música por su trabajo "Hijo de la luz y de la sombra", 2010.[55]
- Doctorado honoris causa por la Universidad Pompeu Fabra de Barcelona, el 14 de junio de 2011.
- Doctorado honoris causa por la Universidad Nacional Autónoma de México, el 22 de septiembre de 2011.[56]
- Premio Luna del Auditorio Nacional como mejor espectáculo Iberoamericano a lado de Joaquín Sabina, 2013.[57]
- Latin Grammy, premio honorífico como persona del año 2014.[58]
- Joan Manuel Serrat, nombrado Hijo Adoptivo de Viana[59] (Navarra)
- Premio Ondas por su trayectoria artística, en 2014.[60]
- Doctorado honoris causa por la Universidad Autónoma del Estado de México, el 13 de octubre de 2015.
- Premio Cortes de Cádiz, 2015.
- Alta Distinción de la Generalidad Valenciana[61]
- Gran Cruz de la Orden de Jaime I el Conquistador, 2017.[62]
- Doctorado honoris causa por la Universidad de Lérida, el 26 de mayo de 2017.
- Doctorado honoris causa por la Universidad Nacional de Rosario (UNR), el 7 de octubre de 2017
- Doctorado honoris causa por la Universidad de Zaragoza, 28 de febrero de 2020.[63]
- Gran Cruz de la Orden Civil de Alfonso X el Sabio, 8 de diciembre de 2021.[64]
- Premio de honor Odeón 2022, 15 de marzo de 2022.[65]
- Doctorado honoris causa por la Universidad de Costa Rica, 28 de mayo de 2022.[66]
- Premio Rojana Alfredo Pérez Rubalcaba, 2022.[67]
- Premio Beato de Liébana de Cohesión Internacional, 2022.[68]
- Premio Nacional de Cultura de Cataluña de 2023.[69]
- Medalla de Honor de la SGAE (2023) [70]
- Premio Princesa de Asturias de las Artes 2024[71]
- Doctorado honoris causa por la Universidad de Burgos,  13 de junio de 2024.[72]
- Doctorado honoris causa por la Universidad Autónoma de Nuevo León,  6 de noviembre de 2024.[73]
- Premio Antonio de Sancha 2025.[74]
- Premio KM 13.744 de la Casa América 2025. [75]

## Traducciones
Joan Manuel Serrat tradujo algunas de las composiciones que hizo en catalán al castellano para interpretarlas ante los hispanoparlantes, entre las que se encuentran En cualquier lugar (En qualsevol lloc), Tiempo de lluvia (Temps de pluja) y Palabras de amor (Paraules d'amor).
Por otra parte, Joan Isaac, en su disco Joies robades (2002), grabó junto a Serrat en catalán Aquellas pequeñas cosas (Aquelles petites coses).
En Italia en 1968 Serrat grabó un sencillo en italiano, con las canciones Io canto ("La-la-la-la") y Poema ("Poema de amor").
Mina cantó muchas de las canciones de Serrat: la primera en 1969 fue La tieta, titulada en italiano Bugiardo e incosciente; en 2007 hizo un dueto con Serrat en su disco Todavía en la canción Sin piedad.
Gino Paoli también grabó algunas canciones de Serrat: la primera en 1972, Sogno di gioventù (Barquito de papel), con texto en italiano de Paolo Limiti; en 1974 grabó un disco de traducciones Gino Paoli canta Serrat. En 1996 grabó otra pieza célebre de Serrat, Penélope, en italiano Il vestito rosso, en su disco Apropiación indebida.
Francesco Guccini cantó una versión en dialecto modenés de La tieta: La ziatta.
En Israel, el cantante David Broza grabó un CD con canciones de Serrat traducidas al hebreo. La que más éxito tuvo fue "La mujer que yo quiero" (Ha ishá she ití, en fonética)

## Discografía principal
La totalidad de su discografía en disco de vinilo fue editada en formato compacto en 1990, 2000 y 2007. Su último disco de larga duración editado en formato vinilo fue Banda sonora d'un temps, d'un país.
- Ara que tinc 20 anys (Edigsa, 1967)
- Cançons tradicionals (Edigsa, 1968)
- Com ho fa el vent (Edigsa, 1968)
- La paloma (Zafiro/Novola, 1969)
- Dedicado a Antonio Machado, poeta (Zafiro/Novola, 1969)
- Mi niñez (Zafiro/Novola, 1970)
- Serrat/4 (Edigsa, 1970)
- Mediterráneo (Zafiro/Novola, 1971)
- Miguel Hernández (Zafiro/Novola, 1972)
- Per al meu amic (Edigsa, 1973)
- Canción infantil (Zafiro/Novola, 1974)
- Para piel de manzana (Ariola, 1975)
- Res no és mesquí (Edigsa, 1977)
- 1978 (Ariola, 1978)
- Tal com raja (Ariola, 1980)
- En tránsito (Ariola, 1981)
- Cada loco con su tema (Ariola, 1983)
- Fa 20 anys que tinc 20 anys (Ariola, 1984)
- En directo (Ariola, 1984)
- El sur también existe (Ariola, 1985)
- Bienaventurados (Ariola, 1987)
- Material sensible (Ariola, 1989)
- Utopía (Ariola, 1992)
- Nadie es perfecto (Ariola, 1994)
- Banda sonora d'un temps, d'un país (Ariola, 1996)
- Sombras de la China (Ariola, 1998)
- Cansiones (Ariola, 2000)
- Versos en la boca (Ariola, 2002)
- Sinfónico (Ariola, 2003)
- Mô (Ariola, 2006)
- Hijo de la luz y de la sombra (Sony, 2010)
- En Bellas Artes (Sony, 2015)

### Discos de homenaje colectivos
- Varios: Serrat, eres único (BMG Ariola, 1995)
- Varios: Antes que lleguen los perros (Whitehill Records, 2003)
- Varios: Serrat, eres único (volumen 2)  (BMG Ariola, 2005)
- Varios: Cuba le canta a Serrat (Discmedi, 2005)
- Varios: Per al meu amic Serrat (Discmedi, 2006)
- Varios: Cuba le canta a Serrat (volumen 2)  (Discmedi, 2007)
- Varias: Señora: Ellas cantan a Serrat (Discmedi, 2009)
- Varios: Cantares: Los artistas flamencos cantan a Serrat (Universal Music, 2011)
- Varios: Hijos del Mediterráneo (Warner Music, 2019)[82]

## Filmografía
La carrera cinematográfica no deja de ser una anécdota dentro de su recorrido artístico en el mundo de la música, y se desarrolló de manera puntual a finales de los años 60 y principios de los años 70, el propio Serrat reconoce que nunca fue un gran actor. También algunas de sus canciones han sido escogidas para la banda sonora de otra películas, una de las más destacadas fue Cosas que hacen que la vida valga la pena, un film del director español Manuel Gómez Pereira, cuya protagonista fue la actriz, cantante y amiga de Joan Manuel Serrat, Ana Belén; en esta película apareció su tema Hoy puede ser un gran día. Las películas en las que Serrat ha participado como actor son:
- Palabras de amor (1968) de Antoni Ribas
- La larga agonía de los peces fuera del agua (1970) de Francesc Rovira Beleta
- Mi profesora particular (1972) de Jaime Camino
- La ciudad quemada (1976) de Antoni Ribas
- La Argentina de Tato (2000) documental no convencional argentino de Sebastián Borensztein
- El símbolo y el cuate (2013), con Joaquín Sabina de Francesc Relea